# Windpark Lauterstein
Der Windpark Lauterstein ist ein 2016 errichteter Windpark in Baden-Württemberg, der von dem Projektentwickler wpd projektiert wurde. Bei der Umsetzung haben wpd und das Alb-Elektrizitätswerk aus Geislingen an der Steige kooperiert.
Im September 2016 wurde der Windpark im Beisein von Ministerpräsident Winfried Kretschmann feierlich eingeweiht.
Zum Einsatz kommen 16 Windkraftanlagen des Typs General Electric 2.75-120 mit einer Leistung von jeweils 2,75 MW, einem Rotordurchmesser von 120 Metern und einer Nabenhöhe von 139 Metern. Damit ergibt sich eine Gesamthöhe der Anlagen von 199 Metern. Das prognostizierte jährliche Regelarbeitsvermögen der 16 Windkraftanlagen in Lauterstein beträgt 120 GWh, was dem Jahresstrombedarf von 34.000 Haushalten entspricht. Zuständiger Netzbetreiber ist Netze BW. Der Netzanschlusspunkt befindet sich in einem Umspannwerk in Schalkstetten.
Der tatsächliche Ertrag des Windparks lag im Jahr 2017 bei 93.050 MWh und damit nur bei 78 % der ursprünglichen Prognose.
Ende 2016 wurden drei weitere Windenergieanlagen des gleichen Typs im selben Waldstück in Bartholomä errichtet. Betreiber des Windparks Falkenberg sind die Stadtwerke Heidenheim.